# ZBrush
ZBrush е компютърна програма за дигитална скулптура, която комбинира 3D/2.5D моделиране, текстуриране и дигитално рисуване. Тя използва патентованата pixol технология, която съдържа информацията за светлина, цвят, материал и дълбочина за всички обекти на екрана. Основната разлика между Zbrush и останалите програми за триизмерно моделиране е, че програмата най-много наподобява процеса на рисуване.
ZBrush се използва като средство за създаване на модели с висока резолюция (до милиони полигони). Използва се от компании като ILM и Electronic Arts. ZBrush използва динамични нива на резолюция за да позволи на скулпторите да правят глобални и локални промени на своите модели. ZBrush има възможността да експортира готовите модели с ниска резолюция, като допълнително създаде и файл с изображение, който да съдържа информацията за допълнителните детайли. Такива файлове се наричат displacement maps и bump maps.

## Pixol
Така, както пикселът съдържа информация за точка с координати в двуизмерното пространство и съответен цвят, така всеки pixol съдържа тази информация, но за точка в триизмерното пространство. Файловете на програмата ZBrush имат възможността да запазват такава информация.